# Notothylas anaporata
Notothylas anaporata là một loài rêu trong họ Notothyladaceae. Loài này được Udar & D.K. Singh mô tả khoa học đầu tiên năm 1979.
Danh pháp khoa học của loài này chưa được làm sáng tỏ. 